# Trận điểm cao 776
Trận điểm cao 776, một phần của trận Ulus-Kert lớn hơn, là một cuộc chiến trong Chiến tranh Chechnya lần thứ hai diễn ra trong cuộc chiến giành quyền kiểm soát hẻm núi Argun ở vùng cao nguyên Shatoysky thuộc trung tâm Chechnya, giữa các làng Ulus-Kert và Selmentausen.
Vào cuối tháng 2 năm 2000, quân đội Nga đã cố gắng bao vây và tiêu diệt một lực lượng ly khai Chechen lớn (bao gồm nhiều chiến binh nước ngoài) rút khỏi thủ đô Chechnya Grozny đến Shatoy và Vedeno ở vùng núi phía nam Chechnya sau cuộc bao vây 1999–2000 và bắt giữ Grozny và lực lượng chính của phiến quân đột kích từ thành phố hồi đầu tháng đó. Vào ngày 29 tháng 2 năm 2000, chỉ vài giờ sau khi Bộ trưởng Quốc phòng Nga Igor Sergeyev đảm bảo với chính phủ rằng Chiến tranh Chechnya đã kết thúc, một lực lượng Nga bị cô lập bao gồm một đại đội lính dù thuộc Sư đoàn 76 từ thành phố Pskov thấy chính họ bị phát hiện bởi một toán phiến quân Chechen rút lui do Ibn Al-Khattab, chỉ huy các chiến binh nước ngoài ở Chechnya chỉ huy. Sau khi chiến đấu qua đêm, các vị trí của Nga trên đồi bị tàn phá và hầu hết các binh sĩ đã hy sinh.
Vẫn còn những mâu thuẫn trong quá trình xét lại cuộc chiến bao gồm số lượng chiến binh tham gia, thương vong, bao nhiêu hỗ trợ pháo binh và hỗ trợ không quân gần đã được cung cấp, và thậm chí kéo dài bao lâu.

## Bối cảnh trận chiến
Trận chiến diễn ra trong địa phận ngôi làng Ulus-Kert - ngôi làng được bao quanh bởi địa hình đồi núi, các sườn dốc và hẻm núi hẹp, nơi cực kỳ thuận lợi cho việc bố trí mai phục, hạn chế được hỏa lực của pháo, không quân và bộ binh cơ giới. Vào tháng 2 năm 2000, thời tiết lạnh, có sương mù và tuyết rơi. Sau những đợt truy quét lớn do quân đội Nga tiến hành, lực lượng ly khai bắt đầu núng thế và có các đợt rút chạy khỏi lãnh thổ Liên bang Nga.
Các chiến binh Chechnya đã lên kế hoạch trốn thoát ra khỏi các thị trấn bằng đường hẻm núi lọt thỏm giữa các điểm cao 776 và 787 để xâm nhập trở lại vào Dagestan và trốn thoát.
Trong khi đó, Đại đội 6 thuộc Tiểu đoàn 2, Trung đoàn 104 được giao nhiệm vụ án ngữ điểm cao 776. Người Nga cũng đã phán đoán được con đường rút lui của phiến quân và bố trí lực lượng yểm trợ mạnh, bao gồm pháo binh, trực thăng và máy bay cường kích Su-25 thường xuyên cất cánh để chặn đường đối thủ.
Sau một trận đánh dữ dội, ngày 29 tháng 2 gần điểm cao 705, các chiến binh Chechnya đã bị buộc phải di chuyển về phía nam trên đường mòn vào một hẻm núi hẹp. Phía phiến quân nhận thấy rằng các tuyến đường an toàn nhất là con đường nằm giữa hai điểm cao 776 và 778.
Ngay lập tức, chỉ huy Tiểu đoàn 2 đã ra lệnh cho Đại đội 6 đóng chốt ở khoảng yên ngựa, cách khoảng 300 mét về phía Nam từ đỉnh đồi 776. Họ được lệnh đặt một bãi mìn ở phía trước chiến hào của họ, đối diện với hẻm núi để chặn đường và đánh vào sườn lực lượng ly khai đang di chuyển về phía con hẻm đã gài mìn. Chốt phòng thủ được xây dựng, họ hồi hộp chờ kẻ địch tới.
Thế nhưng mọi điều đã không như dự đoán, tướng lĩnh Nga đã đánh giá thấp khả năng chiến đấu của kẻ thù.

## Diễn biến
Ngay khi quân đội Nga cho Đại đội 6 xây dựng công sự và phòng thủ ở phía nam điểm cao 776, lực lượng Hồi giáo cực đoan được trang bị các thiết bị tình báo hiện đại có nguồn gốc phương Tây đã thu thập được nhiều thông tin quan trọng về bố trí lực lượng của phía Nga. Họ đã đi trước người Nga một bước khi gửi một trung đội trinh sát và phát hiện một tốp lính tuần tra của Nga đang thực hiện nhiệm vụ. Giao tranh lập tức nổ ra, lực lượng ly khai đông hơn đã phát động một cuộc tấn công mãnh liệt và gọi chi viện về người để áp đảo lính Nga. Một nhóm chiến binh Chechnya bí mật xâm nhập từ phía sau đánh vu hồi và tạo sức ép cực lớn lên khu vực yên ngựa.
Không còn lối thoát do phía trước đã trận địa bị vướng vào bãi mìn, Đại đội 6 bị buộc phải rút lên điểm cao 776 và bỏ lại nhiều quân tư trang, trong đó có cả những khẩu phần quân nhu của họ. Người Nga đã không hề biết rằng, Đại đội 6 đang gặp phải một lực lượng khủng khiếp bao gồm 2.000 chiến binh hiếu chiến, có súng cối, súng phóng lựu yểm trợ và được trang bị đầy đủ, được phân công nhiệm vụ rõ ràng và tổ chức tốt như những đội quân chính quy.
Lực lượng Chechnya tiếp tục truy sát bằng một trận mưa đạn cối và đạn cháy lên các vị trí của Đại đội 6. Có 31 quân nhân thiệt mạng trong đợt tấn công này, thời tiết sương mù đã cản trở sự yểm trợ của pháo binh và không quân. Đại đội 6 đã bị bỏ lại một mình và bị bao vây trên cao điểm. Trước tình thế có thể tổn thất hoàn toàn lực lượng, chỉ huy quân đội Nga đã quyết định chi viện bằng 2 trung đội đặc nhiệm, huy động toàn bộ lực lượng của Đại đội 4, Đại đội 5 đang đóng ở cao điểm 1410 cách đó hơn 1,5 km đến giải cứu. Tuy nhiên, quân cứu viện đã không thể tới nơi vì thời tiết sương mù cản trở. Ngoài ra, họ liên tục gặp phải sự phục kích khi đi trên địa hình đồi núi ở khu vực này.
Như để thỏa mãn cơn giận dữ sau những thất bại liên tiếp, từng đợt quân Chechnya tràn lên đồi 776 từ mọi hướng.
Có lúc, lính dù Nga đã phải chiến đấu với tỉ lệ 1/10, thế nhưng chỉ huy tại trận địa và binh lính đã chứng tỏ khả năng giáng trả của lực lượng ưu tú trong quân đội Nga. Họ đã liên tiếp đẩy lùi các đợt xung phong của phiến quân đông hơn gấp bội. Thế nhưng tuyến phong thủ đầu tiên trên sườn đồi đã bị phá hủy, thêm người thiệt mạng, tỉ lệ chênh lệch lực lượng ngày càng gia tăng theo hướng có lợi cho phiến quân ly khai.
Mặt khác, như một đàn cá mập ngửi được mùi máu tanh, quân Chechnya tăng viện ngày càng đông hơn.
Lính Nga cũng đã cố gắng đột kích vòng vây để rút khỏi đồi 776 nhưng đội trinh sát tiên phong đã bị tiêu diệt hoàn toàn khiến nỗ lực của họ trở nên tuyệt vọng. Chiến sự tiếp tục căng thẳng tới ngày 2 tháng 3, khi những người lính không còn đạn dược, lực lượng còn lại quá mỏng manh. Không còn cách nào khác, binh sĩ đóng trên ngọn đồi đành phải lựa chọn giải pháp cuối cùng, cung cấp tọa độ để pháo binh bắn trùm lên trận địa ngay trong đợt xung phong của phiến quân Chechnya. Điều đó đồng nghĩa với việc chính lính dù Nga cũng là mục tiêu của làn đạn pháo. Đến cuối ngày 2 tháng 3, thêm 16 lính Nga nữa hy sinh dưới các đợt tấn công và mảnh pháo từ pháo binh bắn tới.
Ngày 3 tháng 3, phiến quân Chechnya phát động cuộc tấn công cuối cùng, những người lính dù còn sót lại trên trận địa không còn giữ nổi vị trí của mình, họ lần lượt bị hạ gục dưới làn đạn của những chiến binh Hồi giáo đang gào thét xung phong. Quân Chechnya hoàn toàn chiếm được đồi 776 và tiêu diệt hoàn toàn lực lượng của Đại đội 6 lính dù xấu số. Chỉ 6 lính dù Nga (có nguồn nói là 7 người) có thể trở về trong tình trạng bị thương nặng sau trận đánh này.
Thống kê từ phía Nga cho thấy, hơn 400 phiến quân ly khai Chechnya tử trận trong các đợt tấn công do hỏa lực của lính Nga và pháo binh Nga, một con số thiệt hại cực lớn khi tấn công một đại đội đang phòng thủ. Tuy vậy, họ cũng đã hoàn thành được mục tiêu và các phần tử cực đoan chủ chốt vượt qua chốt chặn của quân đội Nga an toàn.
Lực lượng Chechnya còn lại phân tán vào các hẻm núi, rừng rậm và tiếp tục lần trốn sự truy lùng của không quân Nga bằng máy bay trực thăng và cường kích.

## Tranh cãi
Trận chiến đã làm xấu hổ các quan chức quân sự Nga, những người đã cố gắng che giấu thương vong mà họ đã phải chịu đựng. Lãnh đạo quân sự hàng đầu của Nga (bao gồm Nguyên soái Liên bang Nga Igor Sergeyev, tổng tư lệnh VDV tướng Georgy Shpak, và chỉ huy lực lượng liên bang ở Chechnya, tướng Gennady Troshev) ban đầu khẳng định rằng chỉ có 31 người trong số họ bị giết trong trận chiến và phủ nhận những tin đồn không chính thức trong số 86 người chết. Sergey Yastrzhembsky, người phát ngôn của Tổng thống Nga Vladimir Putin về Chechnya, cũng tuyên bố 31 người thiệt mạng là "tổng thiệt hại của đại đội đó trong vài ngày". Sau nhiều ngày từ chối, các quan chức Nga cuối cùng đã thừa nhận thiệt hại, một số trong số họ rõ ràng là do "bắn nhầm đồng đội" từ pháo binh của chính họ. Báo chí Nga nói rằng Nguyên soái Sergeyev đã ra lệnh sửa lại số người hy sinh vì sự mất mát chỉ đến một tuần sau khi 25 người từ Sư đoàn 76 trên không bị giết trong một trận chiến khác ở Chechnya. Ngay cả sau khi con số của "ít nhất 85" bị giết đã được xác nhận bởi Sergeyev, Phó chỉ huy VDV Nikolai Staskov cho biết họ đã bị giết hơn bốn ngày, từ ngày 29 tháng 2 đến ngày 3 tháng 3. Theo một nguồn tin, "những thiệt hại không chính thức do các lính dù Nga duy trì vào ngày 1 tháng 3 bị đổ lỗi theo lệnh của Nga về quyết định của chỉ huy của nhóm Đông - tướng Sergey Makarov và chỉ huy của nhóm chiến thuật VDV Aleksandr Lentsov." Con số cuối cùng cuối cùng đứng ở vị trí 84. Tuy nhiên, tổng sức mạnh của Nga và thiệt hại trong số các đơn vị khác của Nga hoạt động trong khu vực Ulus-Kert chưa bao giờ được tiết lộ chính thức.
Vào ngày 10 tháng 3, Tổng thống Chechnya Aslan Maskhadov đã tuyên bố lệnh bắt đầu "một cuộc chiến tranh toàn diện" và các lực lượng ly khai còn lại ở lãnh thổ Nga để bắt đầu một cuộc chiến tranh du kích dài. Do đó, lệnh của Nga đã đánh mất một trong những cơ hội cuối cùng của họ để đánh bại một số lượng lớn các chiến binh độc lập ở một vị trí tập trung, mặc dù vào tháng 3, các lực lượng liên bang đã gây ra tổn thất nghiêm trọng chống lại một cột khác trong số 1.000–1.500 chiến binh (bẫy nhóm Ruslan Gelayev ở làng Komsomolskoye vào ngày 6 tháng 3 và sau đó giết chết hàng trăm chiến binh trong cuộc vây hãm sau này).
Trong khi không có dân thường ở gần các cuộc đụng độ ở điểm cao 776 không có người ở, đã có những thương vong dân sự nghiêm trọng trong cuộc đấu tranh cho khu vực hẻm núi Argun rộng lớn hơn, đặc biệt là từ các cuộc không kích và pháo binh trên Ulus-Kert, Yaryshmardy và các làng khác, nơi hàng ngàn người dân địa phương và người tị nạn từ Grozny bị mắc kẹt. Hơn nữa, có nhiều báo cáo đáng tin cậy về tội ác chống lại thường dân. Vào ngày 6 tháng 3, một nhóm thường dân bị các binh sĩ giam giữ tại trạm kiểm soát Nga trên đường giữa Ulus-Kert và Duba-Yurt; 12 người đàn ông trong nhóm "biến mất" và cơ thể của ba người trong số họ đã được tìm thấy ở ngôi làng gần đó hai tháng sau. Trong một sự cố khét tiếng vào cuối tháng Ba, một cô gái địa phương, Elza Kungayeva, đã bị bắt cóc tại nhà của cô ở Tangi-Chu, sau đó bị hãm hiếp và bị bóp nghẹt bởi cái chết của Đại tá quân đội Nga Yuri Bondanov.

## Hậu chiến

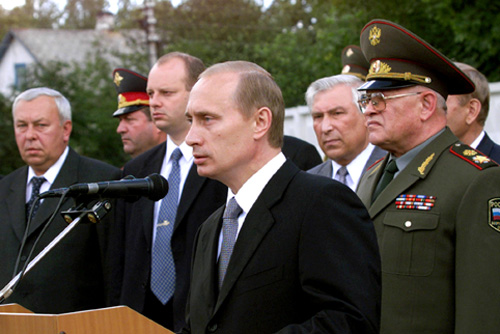
Tổng thống Vladimir Putin phát biểu ở Pskov tại buổi lễ công bố một đài tưởng niệm được dựng lên cho các lính dù của Đại đội 6

Sau này, cuộc chiến được xem như một cuộc kháng cự cuối cùng đầy hào hùng bởi các lính dù, một cách tương tự như quân đoàn Lê dương Pháp trong trận chiến Camarón. Và các sự kiện đã nhanh chóng được cất giữ trong huyền thoại anh hùng. Mặc dù một số người trong quân đội Nga coi đó là một thất bại có thể tránh được, nó được xem như một ví dụ về sự dũng cảm và hy sinh ở Nga.
Năm 2001, tổng thống Putin bay tới Chechnya để thăm lại chiến trường năm xưa. Vào năm 2008, một ngày trước ngày Quốc phòng Toàn dân ở Nga, một con phố ở Grozny được đổi tên là "Phố 84 Người lính dù Pskov", một động thái làm dấy lên nhiều tranh cãi ở Chechnya.

## Khen thưởng
Ngày 12 tháng 3 năm 2000, Tổng thống Putin đã ký một ukaz trao tặng giải thưởng nhà nước Nga cho những người lính tham gia cuộc chiến. 63 binh sĩ đã nhận được Lệnh can đảm và 22 (tất cả 13 sĩ quan và chín tân binh) đã được trao danh hiệu Anh hùng của Liên bang Nga. Trong khi đó, chỉ có 65 huy chương của Huy chương Anh hùng Liên Xô đã được trao cho toàn bộ thời gian can thiệp 10 năm của Liên Xô tại Afghanistan.

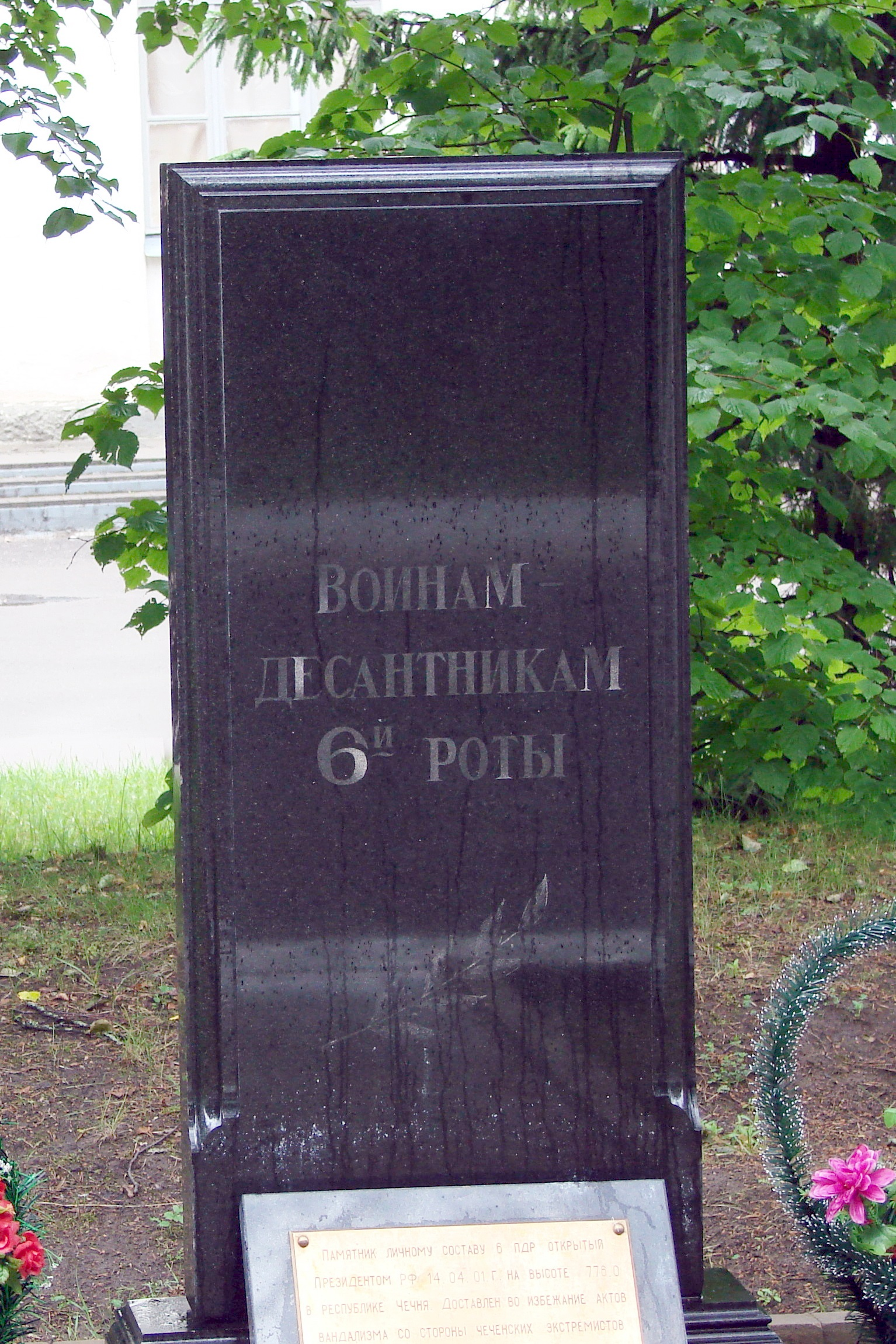
Bia tưởng niệm Đại đội 6 ở Pskov

Những binh sĩ được nhận danh hiệu Anh hùng Liên bang Nga gồm:
- Trung tá Mark Yevtyukhin  †
- Thiếu tá Sergey Molodov  †
- Thiếu tá Alexander Dostavalov  †
- Đại úy Roman Sokolov  †
- Đại úy Viktor Romanov  †
- Trung úy Alexey Vorobyov †
- Trung úy Andrey Sherstyannikov  †
- Trung úy Andrey Panov †
- Trung úy Dmitry Petrov †
- Trung úy Alexander Kolgatin †
- Trung úy Oleg Yermakov †
- Trung úy Alexander Ryazantsev †
- Trung úy Dmitry Kozhemyakin †
- Trung sĩ (nghĩa vụ) Sergey Medvedev †
- Trung sĩ (nghĩa vụ) Alexander Komyagin  †
- Trung sĩ (nghĩa vụ) Dmitry Grigoriyev †
- Trung sĩ Sergey Vasilyov †
- Trung sĩ Vladislav Dukhin †
- Binh nhất (nghĩa vụ) Alexander Lebedev †
- Binh nhất Alexander Gerdt †
- Binh nhì Alexey Rasskaza †
- Trung sĩ Alexander Suponinsky (Còn sống)

## Trong văn hóa đại chúng
Một loạt các tác phẩm nghệ thuật của Nga dựa trên trận chiến này được sản xuất trong những năm sau trận chiến, bao gồm một chương trình âm nhạc sân khấu năm 2004, bộ phim truyền hình năm 2004 Chest imeyu ("Tôi được huân chương"), bộ phim truyền hình bốn phần năm 2006 Grozovye vorota ("Cổng bão") và bộ phim năm 2006 Proriv ("Vượt qua").